# Yasmin Harper
Yasmin Isis Harper (Chester, 28 de julho de 2000) é uma saltadora britânica, medalhista olímpica.

## Carreira
Harper cresceu em Sheffield, South Yorkshire. Ela estudou na High Storrs School.
Harper foi campeã britânica múltipla antes de representar a Inglaterra nos Jogos da Commonwealth de 2022 nas provas de trampolim de 1m e 3m.
Em maio de 2023, ela dominou o Campeonato Britânico de Saltos, ganhando seu terceiro título consecutivo de trampolim de 1m, seu segundo título consecutivo de trampolim de 3m e o título de 3m sincronizado com Scarlett Mew Jensen.
Em julho de 2023, ela ganhou uma medalha de prata no Campeonato Mundial de Esportes Aquáticos de 2023, mergulhando com Mew Jensen novamente, no evento de trampolim sincronizado de 3m. Isso selou a qualificação para as Olimpíadas de Verão de 2024. Ela foi uma das primeiras atletas britânicas nas Olimpíadas a começar sua competição em 27 de julho de 2024 e, posteriormente, ganhou a medalha de bronze com Mew Jensen. Este bronze foi a primeira medalha da Grã-Bretanha no mergulho feminino em 64 anos. Mais tarde nos Jogos, Harper terminou em quinto no trampolim individual de três metros.